# Hybomitra micans
Hybomitra micans är en tvåvingeart som först beskrevs av Johann Wilhelm Meigen 1804.  Hybomitra micans ingår i släktet Hybomitra och familjen bromsar. Arten har ej påträffats i Sverige. Inga underarter finns listade i Catalogue of Life.

## Bildgalleri

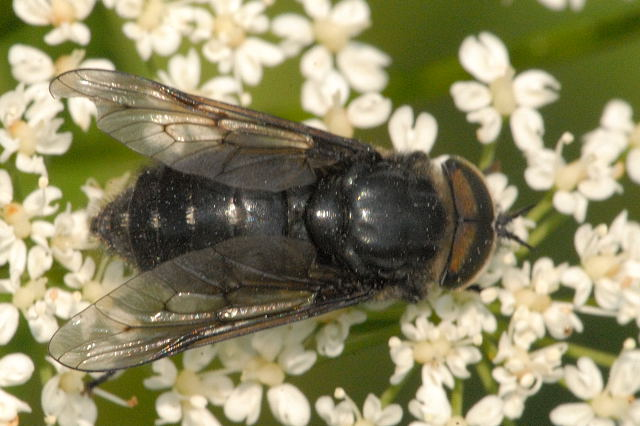
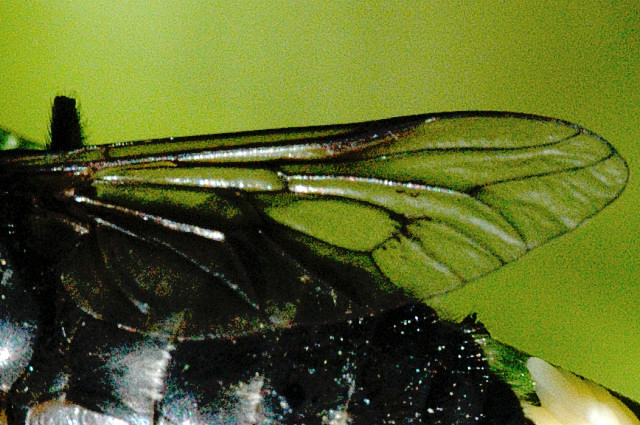